# ФК Бакили
ФК Бакили је азербејџански фудбалски клуб из Бакуа. Основан је 1963. и игра у Првој лиги Азербејџана, другом степену такмичења у Азербејџану. Боје клуба су светлоплава и црна.

## Историја
Клуб је основан 1963. под именом Араз, а 1995 је преузет од стране бизнисмена Мисира Ебилова Сетароглуа. Име је променио у Бакили 1998. године.
Од сезоне 2009/10. клуб се такмичи у Првој лиги Азербејџана.

## Познати бивши играчи
- Рафаел Амирбеков
- Мусвик Гамбаров
- Адил Шукиуров
- Миодраг Зец